# Nouvelles luttes extravagantes
Pour plus de détails, voir Fiche technique et Distribution.
Nouvelles luttes extravagantes est un film réalisé par Georges Méliès, sorti en 1900.

## Synopsis
Deux femmes en sous-vêtements saluent en direction de la caméra, subitement les voilà habillées. Elles se recouvrent d'un voile et réapparaissent en hommes qui commencent à se battre. L'un démembre l'autre, le remembre, fait apparaître une première femme, puis une autre, tous disparaissent. Un gros homme apparaît, un quidam essaie de le soulever, en vain. Le gros homme écrase l’autre, puis le plie. Dans son dos, le quidam reprend forme et expédie son adversaire en l'air, criant victoire. Puis il écrase le gros homme, qui explose comme un pet-de-loup, les membres disloqués, avant de reprendre sa forme initiale.

## Interprétation
- Georges Méliès
- Jehanne d'Alcy.